# Cystostereum pini-canadense
Espèce
Synonymes
- Crustomyces subabruptus (Bourdot & Galzin) Jülich, 1978

Cystostereum pini-canadense est une espèce de champignons de la famille des Cystostereaceae.